# Morgion
A Morgion egy amerikai death-doom zenekar volt a kaliforniai Orange County-ból. 1990-ben alakultak meg. Az együttes alapító tagjai: Dwayne Boardman - gitár, Jeremy Peto - éneklés, gitár, Rhett Davis - dobok. Felfogadták még további zenészként Bobby Thomas gitárost és Ed Parker billentyűst. Először egy demót és egy EP-t dobtak piacra. majd 1997-ben megjelent a legelső nagylemezük, a Relapse Records gondozásában. 1998-ban Thomas elhagyta a Morgion sorait, helyére Gary Griffith került, aki gitározott és billentyűn is játszott. Griffith már 1995-ben csatlakozott a zenekarhoz, Ed Parker helyére, ő ugyanis szintén kiszállt az együttesből. Második stúdióalbumuk 1999-ben került a boltok polcaira. 2002-ben Justin Christian csatlakozott a Morgionhoz, basszusgitárosként. Utolsó nagylemezük 2004-ben jelent meg. Dwayne Boardman és Gary Griffith kiszálltak a zenekarból, így a Morgion feloszlott.
2008-ban a tagok tartottak még egy koncertet, ekkor új tag került a csapatba, Peter Surowski személyében. Ugyanebben az évben megjelent egy válogatáslemez is, amely a zenekar dalainak korai felvételeit tartalmazza. 2012-ben egy utolsó album is piacra került, mely a Morgion demólemezeit tartalmazza. 2013-ban feloszlottak.

## Tagok
Utolsó felállás
- Dwayne Boardman - "kemény" éneklés, gitár (1990-2001, 2002-2004)
- Gary Griffith - gitár, "tiszta" éneklés, billentyűsök (1995-2004)
- Justin Christian - basszusgitár (2002-2004)
- Rhett Davis - dobok (1990-1999, 2001-2004)

## Diszkográfia
Stúdióalbumok
- Among Majestic Ruin (1997)
- Solinari (1999)
- Cloaked by Ages, Crowned in Earth (2004)

Egyéb kiadványok
- Rabid Decay (demó, 1991)
- Travesty (EP, 1993)
- MORGION: The Relapse Years (válogatáslemez, 2008)
- MORGION: God of Death and Disease (válogatáslemez, 2012)